# Alfredo Ábalos
Alfredo Omar Ábalos (Las Heras, Buenos Aires, Argentina, 17 de marzo de 1986) es un futbolista argentino nacionalizado chileno, que se desempeña como volante y delantero. Actualmente juega en San Marcos de Arica de la Primera B de Chile.

## Trayectoria

### Santamarina de Tandil
Sus comienzos fueron en el interior del país, jugando como delantero en el Deportivo Santamarina de Tandil. Jugó dos temporadas en el Torneo Argentino A con una buena cantidad de partidos. Por esto el técnico Fabián Nardozza quedó admirado con él y decidió convocarlo a sus siguientes clubes, esta vez de Buenos Aires.

### Acassuso
En el 2009 arribó al Acassuso de la B Metropolitana del fútbol nacional, donde tuvo una muy buena etapa. Fue importante para la gran campaña de Acassuso, en la que estuvo cerca de clasificarse al torneo reducido de las temporadas 2009/10 y 2010/11.
Convirtió 7 goles vistiendo la camiseta del "Quemero". Sin duda fue un disparo en su carrera ya que al año siguiente iría a un club más grande. 

### Platense
Nardozza emigró al Platense de la misma categoría del fútbol argentino, en 2011 y convocó a Ábalos para jugar en el "Calamar". Solo marcó 3 goles en los 38 partidos que jugó. Su equipo llegó a la semifinal del torneo reducido de la temporada 2011/12, eliminados por Nueva Chicago y él fue una pieza importante a pesar de la poca cantidad de tantos que marcó en el campeonato.

### Nueva Chicago
Para la temporada 2012-2013, ya con 26 años, fue el primer jugador fichado por Nueva Chicago para reforzar la delantera verdinegra en la Primera B Nacional. Debutó en la segunda categoría argentina el 11 de agosto de 2012, contra Defensa y Justicia. 
Convirtió su primer gol en el club de Mataderos contra Deportivo Merlo, el 15 de septiembre de aquel año, que fue el cuarto tanto de la goleada 5 a 1 de su equipo. Luego de la salida del técnico Mario Franceschini, no logró tener tanta continuidad con la conducción de Ángel Bernuncio y luego con René Kloker, que le dio más chances a los juveniles.

### Vuelta a Acassuso
Luego de una temporada en el "Toro", a mediados de 2013, fue fichado nuevamente por Acassuso, que era dirigido por un viejo conocido suyo, Fabián Nardozza. Convirtió 4 goles en 36 partidos, en una irregular campaña del equipo, por lo que decide emigrar al finalizar el torneo.

### Barracas Central
A mediados de 2014 fue incorporado por Barracas Central de la tercera categoría del fútbol argentino. Marcó 11 goles en 58 partidos disputados en el Torneo de Transición 2014 y Campeonato 2015, destacándose un doblete anotado al Sportivo Italiano por la Fecha 30, jugada el 22 de agosto de 2015, en la cual Ábalos fue figura de dicho duelo.

### Curicó Unido
A fines del 2015 cumple su primera experiencia internacional, cuando es incorporado por el club Curicó Unido del fútbol chileno. Anotó su primer gol con la camiseta albirroja ante Santiago Morning y también le hizo dos a Deportes Iberia en las semifinales de la Primera B 2015-2016. En noviembre de 2016 fue elegido como mejor jugador del año de la Primera B por la revista El Gráfico Chile y más adelante se coronó campeón de Primera B 2016-17 y ascendió a Primera División junto al elenco albirrojo.
Debutó en una Primera División en la Fecha 1 del Transición 2017 ante la Universidad de Chile, cotejo en el que fue la figura del equipo albirrojo (y luego protagonizó una polémica al referirse acerca del actuar del árbitro Eduardo Gamboa en aquel partido), y en la siguiente fecha anotó un gol en la derrota de Curicó 1-2 frente a Palestino, convirtiéndose así en el futbolista más destacado en la historia de la pequeña ciudad de General Las Heras. En aquella temporada resultó ser el goleador del club, con 5 tantos, convirtiendo goles importantes como ante San Luis de Quillota, dos a Colo-Colo (aunque fue derrota 3-2 dejó una gran impresión en los medios de comunicación e hinchada) y uno a O'Higgins en el partido que aseguró la permanencia del club albirrojo en la máxima categoría del fútbol chileno, lo que elevó su estatus a figura de los últimos años en la institución.

### Deportes Temuco
Las grandes actuaciones del argentino se tradujeron en la contratación del argentino para jugar en Deportes Temuco, pensando en su histórica participación en un torneo internacional, la Copa Sudamericana 2018. En la competición continental Ábalos estuvo presente en los dos partidos ante Estudiantes de Mérida, anotando en la ida disputada en Venezuela, a los 89 minutos para decretar el empate definitivo. En la vuelta Temuco ganó por 2 a 0 y clasificó a la siguiente instancia. En Segunda fase el rival era el poderoso San Lorenzo de Almagro, pero ante todo pronóstico el elenco temucano logró un histórico triunfo 2-1 en el Nuevo Gasómetro de Buenos Aires. Pero, tras la mala inclusión de un jugador, la CONMEBOL dio por ganado el encuentro por 3 a 0, y luego de la victoria de Temuco 1-0 en la vuelta, "El Pije" quedó eliminado de la copa, con Ábalos también como titular en ambos partidos. En el plano local las cosas no fueron iguales, y tras una mala campaña anual, Deportes Temuco finalizó penúltimo en la tabla de posiciones y descendió a la Primera B 2019, con el oriundo de General Las Heras como segundo goleador del equipo, con 5 tantos detrás de Matías Donoso. A pesar de este duro traspié el volante siguió en la institución sureña jugando en la segunda categoría del fútbol chileno hasta finales de 2019.

### Rangers
El 30 de diciembre de 2019  llega a Talca para jugar por Rangers durante todo el año 2020, convencido principalmente por Luis Marcoleta, director técnico que ya lo había dirigido en Curicó y con quien alcanzó uno de sus puntos más altos futbolísticamente. Llegando además con una gran cantidad de jugadores con los que había participado en dicho equipo.
Desde 2020 en adelante alcanza su mayor rendimiento, a pesar de ver el campeonato interrumpido por la Pandemia de COVID-19, y posteriormente luchar de forma constante con las lesiones, logra ser el máximo goleador del equipo con 13 tantos, siendo además elegido jugador del campeonato por el portal Primera B Chile, con base en una elección donde participaron más de 2000 hinchas del fútbol chileno, en este mismo portal también es parte de la oncena ideal del torneo. Dejando una buena impresión en los hinchas a pesar de no lograr el ascenso. 
Sin embargo, sus buenas actuaciones harían que a inicios del 2021 el club renovara con él por dos años más. En 2021 también mantendría un alto nivel deportivo, siendo de los puntos más altos de un año no tan positivo para el equipo en general. Nuevamente sería el máximo goleador del equipo con 10 tantos y máximo asistidor con 5.
Posteriormente volvió a renovar, manteniéndose como pieza clave en el equipo. En agosto de 2022, se convierte en el máximo goleador de Rangers en la Primera B.

## Estadísticas
| Club                               | Temporada           | Liga  | Liga  | Copa Nac. 1 | Copa Nac. 1 | Copa Inter. | Copa Inter. | Total | Total |
| Club                               | Temporada           | Part. | Goles | Part.       | Goles       | Part.       | Goles       | Part. | Goles |
| ---------------------------------- | ------------------- | ----- | ----- | ----------- | ----------- | ----------- | ----------- | ----- | ----- |
| Deportivo Santamarina Argentina    | 2008/09             | 34    | 2     | -           | -           | -           | -           | 34    | 2     |
| Deportivo Santamarina Argentina    | Total club          | 34    | 2     | -           | -           | -           | -           | 34    | 2     |
| Acassuso Argentina                 | 2009/10             | 31    | 0     | -           | -           | -           | -           | 31    | 0     |
| Acassuso Argentina                 | 2010/11             | 31    | 7     | -           | -           | -           | -           | 31    | 7     |
| Platense Argentina                 | 2011/12             | 36    | 3     | 2           | 0           | -           | -           | 38    | 3     |
| Platense Argentina                 | Total club          | 36    | 3     | 2           | 0           | -           | -           | 38    | 3     |
| Nueva Chicago Argentina            | 2012/13             | 18    | 1     | -           | -           | -           | -           | 18    | 1     |
| Nueva Chicago Argentina            | Total club          | 18    | 1     | -           | -           | -           | -           | 18    | 1     |
| Acassuso Argentina                 | 2013/14             | 33    | 3     | 3           | 1           | -           | -           | 36    | 4     |
| Acassuso Argentina                 | Total club          | 95    | 10    | 3           | 1           | -           | -           | 98    | 11    |
| Barracas Central Argentina         | 2014                | 21    | 2     | -           | -           | -           | -           | 21    | 2     |
| Barracas Central Argentina         | 2015                | 37    | 9     | 1           | 1           | -           | -           | 38    | 10    |
| Barracas Central Argentina         | Total club          | 58    | 11    | 1           | 1           | -           | -           | 59    | 12    |
| Curicó Unido · Chile               | 2015/16             | 16    | 5     | 1           | 0           | -           | -           | 17    | 5     |
| Curicó Unido · Chile               | 2016/17             | 23    | 4     | -           | -           | -           | -           | 23    | 4     |
| Curicó Unido · Chile               | T-2017              | 13    | 5     | 5           | 0           | -           | -           | 18    | 5     |
| Curicó Unido · Chile               | Total club          | 55    | 14    | 6           | 0           | -           | -           | 61    | 14    |
| Deportes Temuco · Chile            | 2018                | 28    | 5     | 2           | 1           | 4           | 1           | 34    | 7     |
| Deportes Temuco · Chile            | 2019                | 21    | 0     | 4           | 0           | -           | -           | 25    | 0     |
| Deportes Temuco · Chile            | Total club          | 49    | 5     | 6           | 1           | 4           | 1           | 59    | 7     |
| Rangers · Chile                    | 2020                | 24    | 13    | -           | -           | -           | -           | 24    | 13    |
| Rangers · Chile                    | 2021                | 28    | 10    | 3           | 0           | -           | -           | 31    | 10    |
| Rangers · Chile                    | 2022                | 31    | 13    | -           | -           | -           | -           | 31    | 13    |
| Rangers · Chile                    | 2023                | 23    | 5     | 2           | 1           | -           | -           | 25    | 6     |
| Rangers · Chile                    | Total club          | 106   | 41    | 3           | 1           | -           | -           | 111   | 42    |
| Total en su carrera                | Total en su carrera | 451   | 87    | 24          | 4           | 4           | 1           | 478   | 92    |
| Actualizado el 14 de mayo del 2024 |                     |       |       |             |             |             |             |       |       |

## Palmarés

### Títulos
| Título    | Club         | País  | Año     |
| --------- | ------------ | ----- | ------- |
| Primera B | Curicó Unido | Chile | 2016-17 |

### Distinciones individuales
| Distinción                                        | Año  |
| ------------------------------------------------- | ---- |
| Mejor Jugador de la Primera B de El Gráfico Chile | 2016 |